# 相模原市立由野台中学校
相模原市立由野台中学校（さがみはらしりつ よしのだいちゅうがっこう）は、神奈川県相模原市中央区由野台三丁目にある公立中学校。

## 通学区域
- 相模原市中央区[1]
  - 大野台3丁目1番~12番
  - 高根1丁目
  - 高根3丁目
  - 松が丘1丁目
  - 松が丘2丁目
  - 由野台1丁目
  - 由野台2丁目
  - 由野台3丁目
- 相模原市南区
  - 大野台1丁目
  - 大野台2丁目
  - 大野台3丁目13番~45番
  - 大野台5丁目1番・9番・12番~28番

## 進学前小学校
- 相模原市中央区
  - 相模原市立共和小学校（一部は相模原市立共和中学校へ）
- 相模原市南区
  - 相模原市立大野台中央小学校（一部は相模原市立大野台中学校ヘ）